# Предямський замок
Предямський замок, або Замок Предяма, Град Предяма (словен. Predjamski grad, grad Predjama, нім. Höhlenburg Lueg, італ. Castel Lueghi) — ренесансний замок, побудований біля входу в печеру в південно-центральній Словенії в історичному регіоні Внутрішня Крайна. Розташований у селі Предяма, приблизно в 11 кілометрах від міста Постойна і 9 кілометрах від печери Постойнска-Яма. 

## Історія

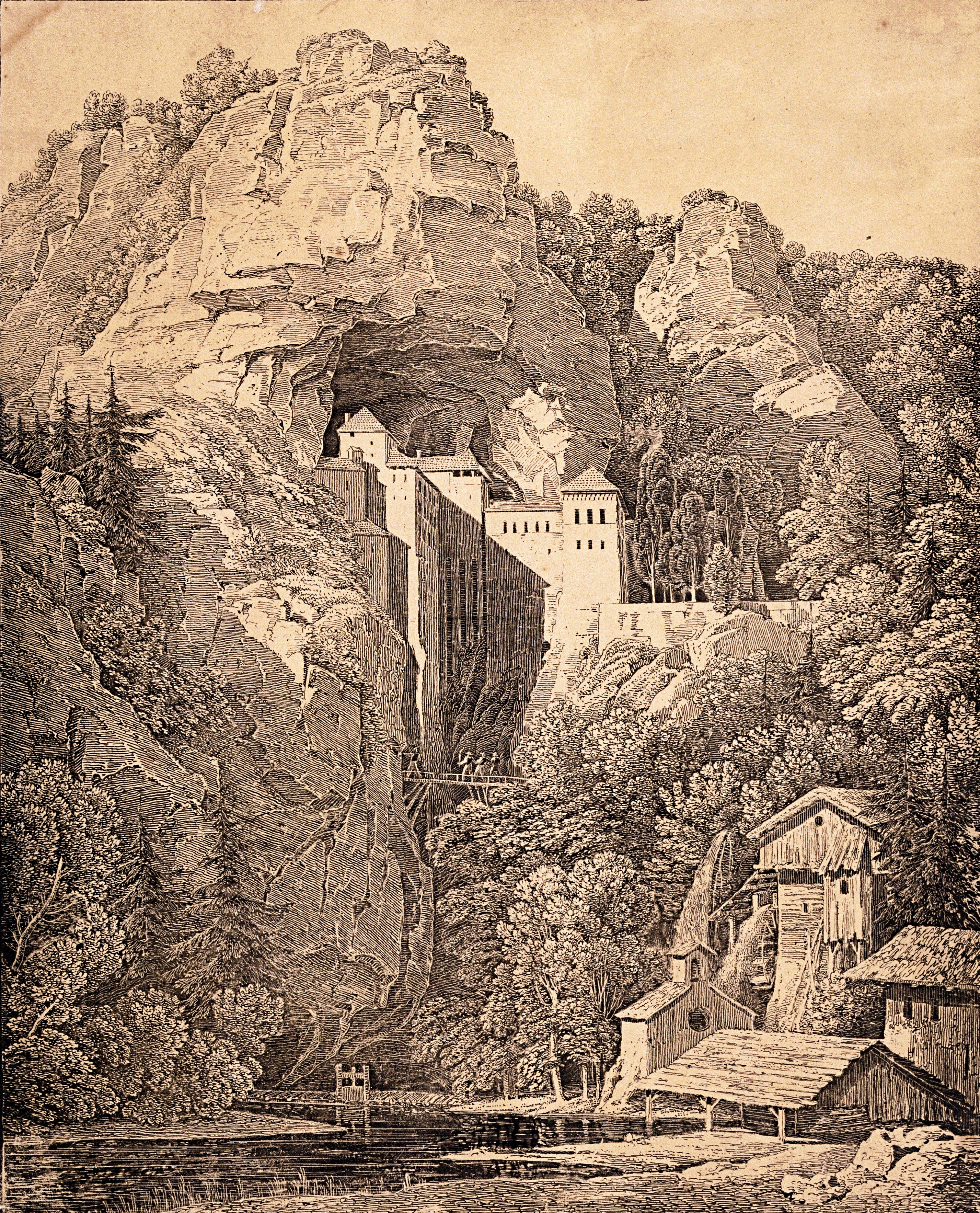
Літографія замку, Карл Фрідріх Шинкель, 1816 рік.

Вперше згадується у 1274 році під  німецькою назвою Luegg, коли Патріархат Аквілеї побудував замок у стилі готичної архітектури. Замок був побудований під природною скельною аркою високо в кам'яній стіні, щоби зробити доступ до нього важким. Пізніше він був придбаний і розширений благородним родом Луегів, відомим також як Лицарі Адельсберга (німецька назва Постойної).

### Легенда Еразма Ямського

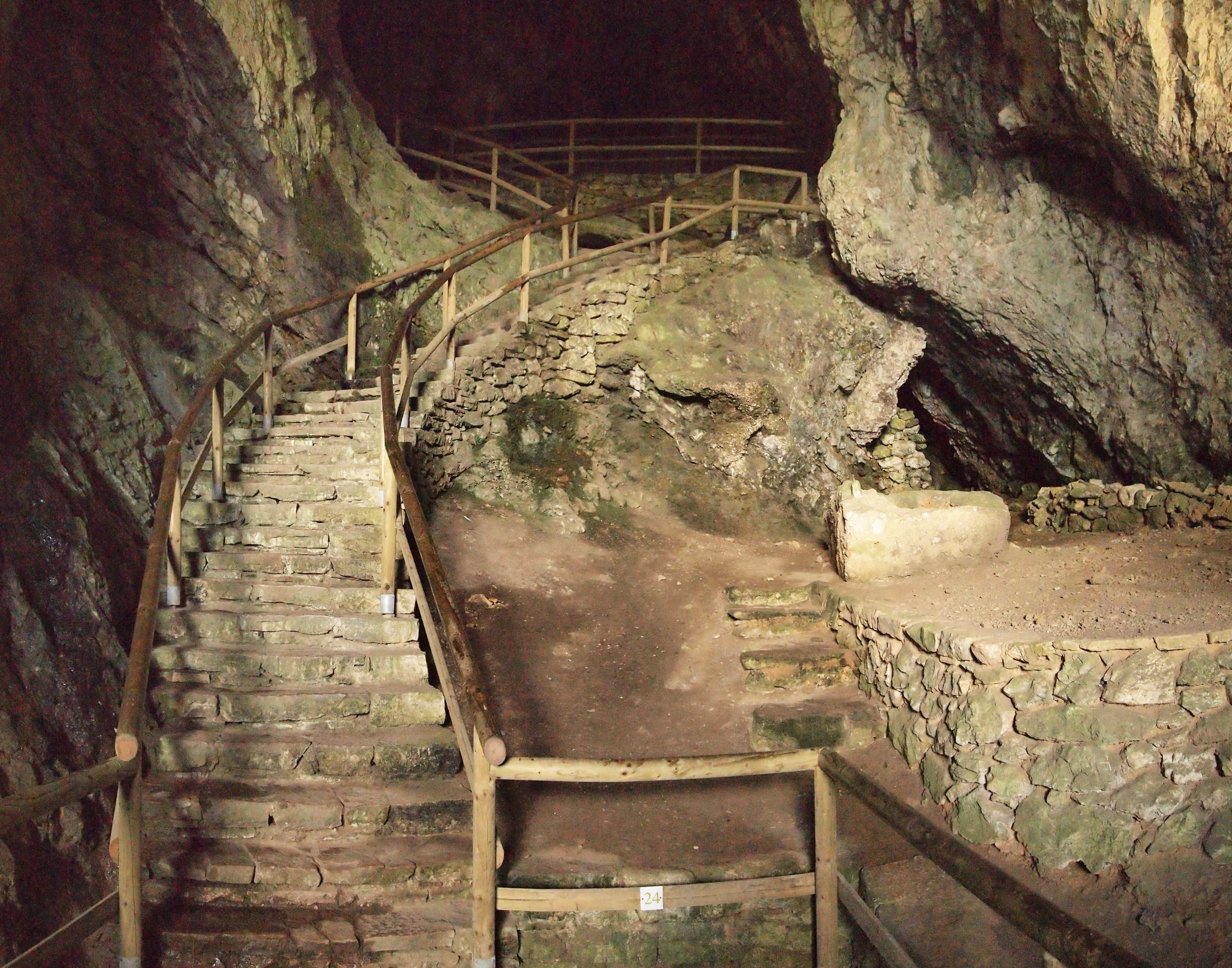
Печера Предямського замку

Замок став відомим як місце проживання лицаря Еразма Ямського (або Луег, Луегг, Люге, Люгер), володаря замку в XV столітті і відомого раубріттера. Він був сином імперського правителя Трієста Миколи Люгера.
Згідно з легендою, Еразм вступив у конфлікт з Габсбургами, коли вбив командира імператорської армії Маршалла Паппенхайма, який образив честь померлого друга Еразма Андрея Баумкірхера Віпави. Рятуючись від помсти імператора  Фрідріха III, Еразм повернувся до сімейної фортеці Предяма. Там він об'єднався з королем Матіасом Корвіном і почав наступати на габсбурзькі маєтки та міста у Крайні. Імператор доручив трієстському губернатору Андрею Равбару захопити або вбити Еразма. Еразм був убитий після тривалої облоги. Згідно з популярною, але необґрунтованою легендою, Еразм був зраджений одним з його людей та вбитий пострілом з гармати у своєму туалеті. 

### Після реконструкції
Після облоги та знищення оригінального замку його руїни були придбані родиною Обербургів. У 1511 році другий замок, побудований сім'єю Пургшталь у першому десятилітті XVI століття, був зруйнований під час землетрусу. У 1567 році  ерцгерцог Карл II орендував замок барону Філіпу фон Кобенцлю, який виплатив його вартість після 20 років. У 1570 році нинішній замок був побудований у стилі ренесансу, притиснутий до вертикальної скелі під первісною середньовічною фортифікацією. Замок залишився в цій формі практично незмінним до наших днів.
У XVIII столітті він став однією з улюблених літніх резиденцій сім'ї Кобенцлів. Австрійський державний діяч і відомий художник-колекціонер Філіпп фон Кобенцль та дипломат Людвіг фон Кобенцль провели деякий час у замку.
У 1810 році замок був успадкований графом Михаїлом Короніні фон Кронбергом, а у 1846 році проданий сім'ї Віндіш-Грец, яка залишалася його власником до кінця Другої світової війни, коли він був націоналізований  комуністичною владою й перетворився на музей.

## Прихований прохід
Вертикальна природна шахта, яку Еразм наказав збільшити, виходить з оригінального замку й веде до виходу, розташованого на вершині скелі за 25 метрів від її краю. Ця шахта дозволила Еразму таємно постачати їжу в замок під час облоги; він також використовував його для продовження своїх пограбувань.

## Популярна культура
Предямський замок послугував локацією під час зйомок фільму 1986 року Обладунки бога кінокомпанії Golden Harvest з Джекі Чаном. Він також був досліджений на паранормальну активність в епізоді 2008 року Ghost Hunters International на Sci Fi Channel. Також тут проходили зйомки музичного кліпу гурту Laibach Sympathy For The Devil.
Багатокористувацька карта "Замок" з гри Counter-Strike: Global Offensive  DLC  Operation Breakout  2014 року заснована на Предямському замку.